# Túnel del Turó de Montcada

El Túnel del Turó de Montcada es un proyecto de construcción de un túnel ferroviario en el Turó de Montcada. El túnel sería el tercer túnel ferroviario de Collserola, tras el túnel de Horta de FGC, y el único de Renfe. 
Será construido por Adif en virtud del plan de Cercanías Barcelona 2010-2015. Permitirá que los servicios de Renfe Operadora de la línea 4 de Cercanías Barcelona ahorren 10 minutos de viaje entre Barcelona y el Vallés Occidental pasando de largo 4 estaciones. El desvío de la línea 4 no dejaría estas 4 estaciones sin servicios ya que éstas seguirían están servidas por la línea 7. 